# Швидкість детонації
Швидкість детонації (англ. Detonation velocity, VoD) — це швидкість, з якою фронт ударної хвилі рухається крізь детоновану вибухову речовину. Швидкості вибухових речовин завжди перевищують локальну швидкість звуку в матеріалі і, як правило, вище 1 000 м/с.
Якщо детонація відбувається в замкненому просторі, як, наприклад, в артилерійському снаряді, енергія вибуху зосереджується на набагато меншій площі, а тиск значно посилюється. Це призводить до того, що швидкість детонації є вищою, ніж коли вибух відбувається у відкритому просторі. Швидкість вільної детонації часто становить приблизно 70-80 % швидкості в обмеженому просторі.
Швидкість детонації вибухової речовини збільшується зі зменшенням розміру частинок (тобто зі збільшенням просторової щільності), зі збільшенням діаметра заряду та збільшенням замкненості (тобто вищим тиском).
Типові швидкості детонації для сумішей органічного пилу коливаються від 1 400 до 1 650 м/с. Вибухи газу можуть або дефлагрувати, або детонувати у випадку замкненості; швидкість детонації зазвичай становить близько 1 700 м/с, але може досягати 3000 м/с Тверді вибухові речовини часто мають швидкість детонації понад 4 000 м/с — до 10 000 м/с.
Швидкість детонації можна виміряти методом Дотріше. По суті, цей метод ґрунтується на часовій затримці між ініціюванням двох кінців детонаційного запалу з відомою швидкістю детонації, вставленого радіально в двох точках у заряд вибухової речовини на відомій відстані один від одного. Коли заряд вибухової речовини детонує, спрацьовує один кінець запалу, потім другий кінець. Це призводить до того, що два фронти детонації рухаються в протилежному напрямку вздовж довжини детонаційного запалу, які зустрічаються в точці на певній відстані від центру запалу. Знаючи відстань уздовж детонаційного заряду між двома кінцями запалу, положення зіткнення фронтів детонації і швидкість детонації детонаційного запалу розраховують швидкість детонації ВР і виражають її в км/с.
У випадках, коли тестування матеріалу неможливе, використовуються приблизні оцінки, засновані на теорії поведінки газу.